# ケヴィン・ジジェク
ケヴィン・ジジェク（Kevin Žižek 、1998年6月21日 - ）は、スロベニア・マリボル出身のサッカー選手。ツェリェ所属。ポジションは、フォワード。